# Badischer Winzerkeller

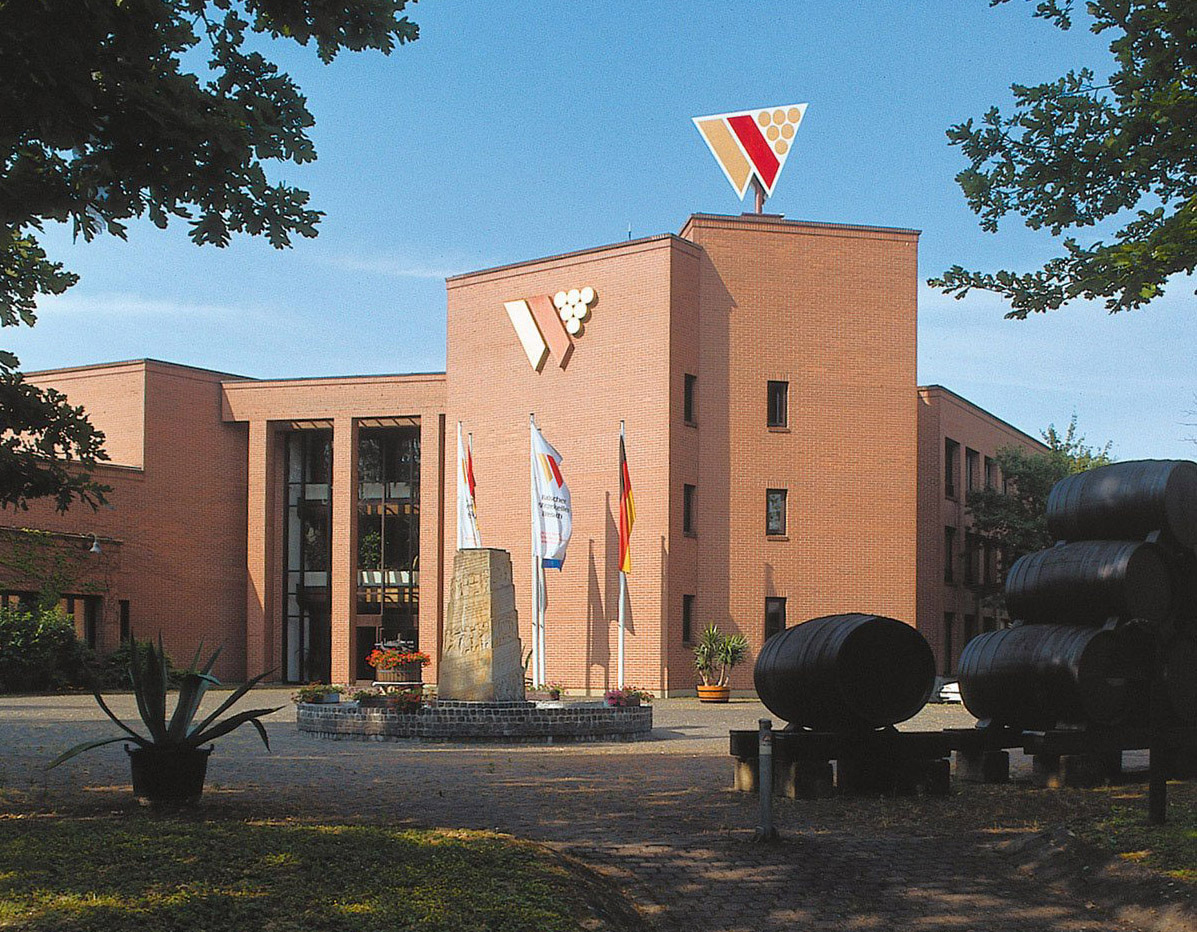
Verwaltungsgebäude des Badischen Winzerkellers

Die Badischer Winzerkeller eG ist ein Verbund von Winzergenossenschaften mit Firmensitz in Breisach am Rhein nahe Freiburg im Breisgau in Baden-Württemberg.

## Geschichte

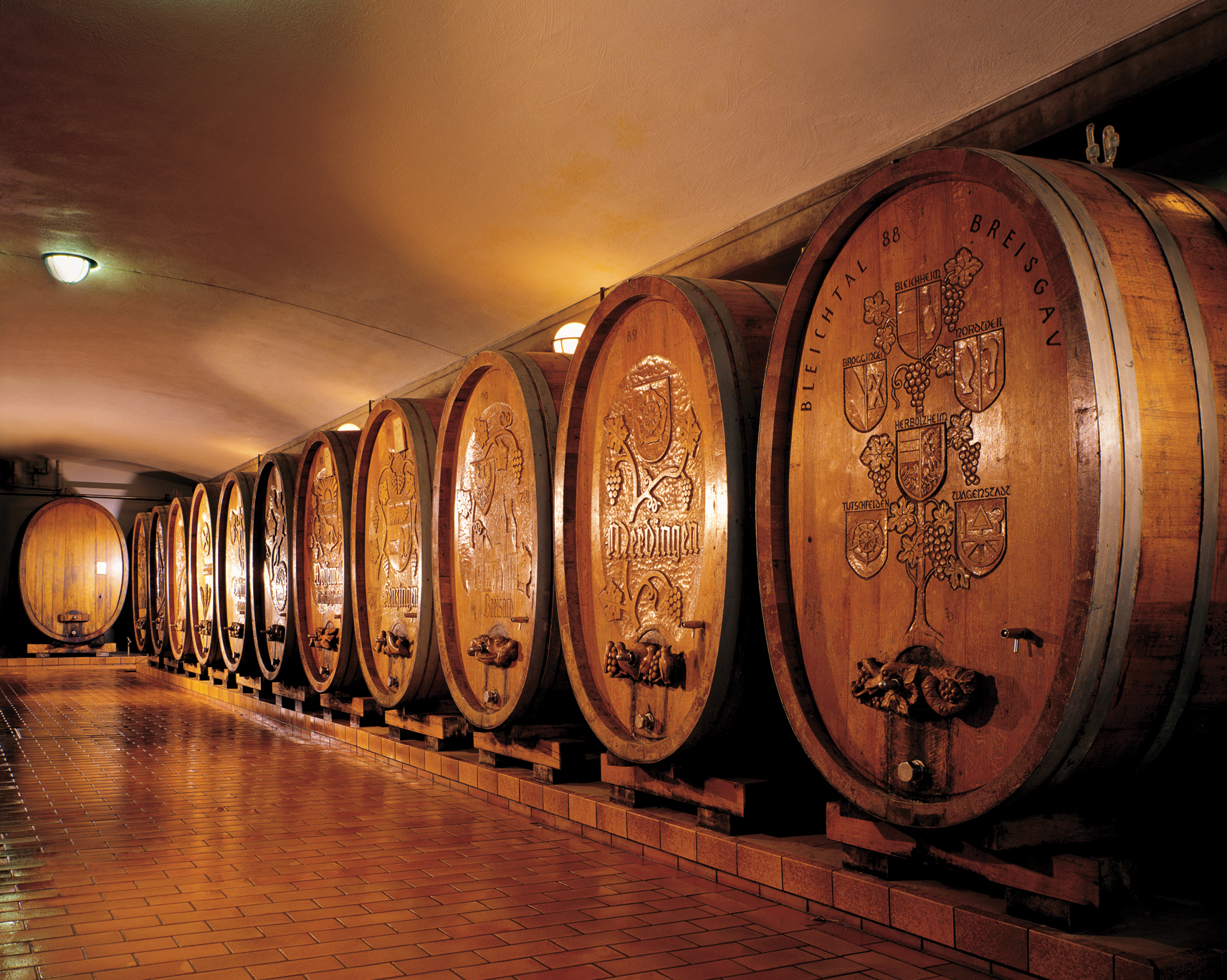
Holzfasskeller des Badischen Winzerkellers

Am 3. März 1952 wurde die Zentralkellerei Kaiserstühler Winzergenossenschaften eGmbH mit Sitz in Breisach als erste gemeinsame Kellerei badischer Winzergenossenschaften gegründet. Die Bezirkskellerei wurde am 26. April 1954 in eine Landeszentrale für das gesamte Weinanbaugebiet Baden umgewandelt und nannte sich Zentralkellerei Badischer Winzergenossenschaften. Am 7. Dezember 1988 folgte die Umfirmierung zur Badischen Winzerkeller eG.

## Unternehmensprofil
Im Jahr 2018 waren dem Verbund 51 Genossenschaften angeschlossen, die auf einer Rebfläche von 1.694 Hektar (2017: 1.706 Hektar) insgesamt 21,8 Millionen Liter Wein (2017: 12,2 Millionen Liter) produzierten. 2018 konnte im Vergleich zum Vorjahr beim Absatz (Liter Wein) ein Plus von 11 Prozent verzeichnet werden (2017: 15,85 Millionen Liter). Das Unternehmen ist Badens größte Kellerei mit einer Tankkapazität von 105 Millionen Litern (mehr als die Hälfte ist seit Jahren ungenutzt).
Das Einzugsgebiet erstreckt sich von der Badischen Bergstraße im Norden bis zum Bodensee im Süden.
Der Genossenschaftsverbund liefert 80 Prozent seiner Weine an Discounter wie Aldi und Lidl sowie an den Lebensmittelhandel wie Edeka und Rewe. Der Rest geht an den Weinfachhandel, die Gastronomie, ins Ausland oder direkt an Verbraucher.
Nach mehreren schwachen Ernten hatten badische Winzer, wie das gesamte badische Weinanbaugebiet, im Jahr 2014 den geringsten Kellerbestand seit 30 Jahren. Der Absatz war um 22,6 Prozent von 18,1 auf 14 Millionen Liter gesunken, der Umsatz um 12 Prozent von 45,8 auf 40,3 Millionen Euro (zum Vergleich 2007: 52,3 Millionen Euro). Der Umsatz stieg seit 2015 wieder an und lag zuletzt bei 47,6 Millionen Euro. Das Unternehmen zahlte den Winzern 2016 pro Hektar Anbaufläche 9.333 Euro – ein mittlerer Wert im badischen Winzermarkt. 2017 hat sich das Traubengeld um 4 Prozent pro Kilogramm erhöht.
Die Zahl der Mitarbeiter betrug 147 Vollzeit- und 22 Teilzeitkräfte im Jahr 2009 und sank bis zum Jahr 2016 auf 130 Vollzeit- und 27 Teilzeitbeschäftigte. Seit 2017 beträgt die Mitarbeiterzahl rund 200.
Der Badische Winzerkeller ist Mitglied im Bundesverband Ökologischer Weinbau (Ecovin), im Badischen Weinbauverband und im Baden-Württembergischen Genossenschaftsverband.